# The Watsons
The Watsons är en ofullbordad roman skriven av Jane Austen. Hon började skriva på boken omkring år 1803 och övergav förmodligen skrivandet efter sin fars död i januari 1805. Austen skrev fem kapitel och mindre än 18 000 ord. Boken blev utgiven i mitten av 1800-talet, med en fortsättning skriven av Austens brorsdotter Catherine Hubback under titeln The younger sister. Flera andra försök har gjorts att avsluta romanen.

## Handling
Herr Watson är en änkeman och präst, som har två söner och fyra döttrar. Den yngsta dottern, Emma, har vuxit upp hos en rik faster och har följaktligen fått en bättre utbildning samt är mer förfinad än sina systrar. Men när hennes moster gifter sig i ett andra äktenskap, får Emma återvända hem till sin far. Där får hon till sitt förtret uppleva brist på hyfs samt en hänsynslös jakt på män att gifta sig med från två av hennes systrar. Hon uppskattar däremot sin äldsta syster, Elizabeth, för hennes vänliga sätt och ansvarsfulla läggning.
Nära familjen Watsons bor familjen Osbornes. Den unga Lord Osborne blir förtjust i Emma, medan en av hennes systrar förtjuser sig i Lord Osbornes arroganta, vän, Tom Musgrave. 
Herr Watson var allvarligt sjuk i de första kapitlen i boken, och Austen anförtrodde sin syster Cassandra att han skulle dö under arbetets gång. Emma skulle avvisa ett äktenskapsanbud från Lord Osborne och skulle så småningom istället gifta sig med Osbornes dygdiga lärare, Howard.